# Premio Wolf per le arti
Il premio Wolf per le arti è un premio assegnato annualmente dalla fondazione Wolf in Israele. È una delle sei categorie dei premi Wolf riconosciuti dalla fondazione e assegnati dal 1978. La categoria Arti, istituita nel 1981, premia, alternando ogni anno, personalità nel campo della pittura, della musica, dell'architettura e della scultura.

## Vincitori del premio Wolf per le arti
| Anno      | Campo              | Vincitore                        | Nazionalità                    | Menzione |
| --------- | ------------------ | -------------------------------- | ------------------------------ | --- |
| 1981      | pittura            | Marc Chagall                     | Unione Sovietica / Francia     | |
| 1981      | pittura            | Antoni Tàpies                    | Spagna                         | |
| 1982      | musica             | Vladimir Horowitz                | Unione Sovietica / Stati Uniti | per il suo eccezionale contributo all'arte dell'interpretazione musicale, e in particolare per la sua musicalizzazione del pianismo |
| 1982      | musica             | Olivier Messiaen                 | Francia                        | per la sua ispirata ed isprirante estensione del nostro mondo sonoro |
| 1982      | musica             | Joseph Tal                       | Israele                        | per il suo originale approccio alla struttura ed alla tessitura musicale e per l'inesauribile tensione drammatica delle sue creazioni |
| 1983-1984 | architettura       | Ralph Erskine                    | Regno Unito / Svezia           | per il suo contributo fondamentale all'architettura moderna, basata sul suo spirito creativo, che risolve i problemi umani utilizzando un linguaggio formale altamente originale |
| 1984-1985 | scultura           | Eduardo Chillida                 | Spagna                         | la sua scultura, che esprime una ricca immaginazione e una bellezza funzionale delle forme, combina tradizione e innovazione in uno stile contemporaneo |
| 1986      | pittura            | Jasper Johns                     | Stati Uniti                    | una delle massime e più influenti figure della pop art al mondo, fin dalla sua nascita |
| 1987      | musica             | Isaac Stern                      | Stati Uniti                    | per il suo eterno contributo umanistico alla società, come artista ed educatore, che trascende i limiti dell'esecuzione musicale |
| 1987      | musica             | Krzysztof Penderecki             | Polonia                        | per i suoi successi e per l'innovazione nel campo della composizione |
| 1988      | architettura       | Fumihiko Maki Giancarlo De Carlo | Giappone Italia                | per il loro lavoro che rappresenta lo spirito di un'architettura che guarda al futuro senza rinunciare al passato e crea forme e ambienti significativi senza tradire gli aspetti umani e sociali e risponde alle domande universali senza trascurare gli attributi regionali |
| 1989      | scultura           | Claes Oldenburg                  | Svezia / Stati Uniti           | chi, per quasi tre decenni, ha analizzato oggetti di uso comune con allusioni storiche e mitologiche. Nella semplicità della materia che rappresentano, sono affermazioni sulla metamorfosi e invitano l'osservatore a riflettere sui processi vitali |
| 1990      | pittura            | Anselm Kiefer                    | Germania                       | per la sua pittura epica e trascinante, in cui crea un continuum che lega la vita di tutti i giorni con la storia e la mitologia |
| 1991      | musica             | Yehudi Menuhin                   | Stati Uniti / Regno Unito      | Uno dei più grandi violinisti del XX secolo, le sue interpretazioni indimenticabili e il suo attivismo umanitario hanno contribuito significativamente ad unire le nazioni attraverso l'educazione musicale |
| 1991      | musica             | Luciano Berio                    | Italia                         | Uno dei più grandi compositori del nostro tempo, è anche riconosciuto ed ammirato universalmente come interprete, direttore d'orchestra, conferenziere e scrittore le cui nuove idee, in un'epoca di svalutazione dei valori umani, aiutano ad avvicinare le nazioni, le culture e le generazioni |
| 1992      | architettura       | Frank Gehry                      | Canada / Stati Uniti           | Creando architetture come se fossero opere d'arte o sculture, rappresenta la lotta per la liberazione distruggendo il dogma, il principio e il metodo |
| 1992      | architettura       | Jørn Utzon                       | Danimarca                      | La sua architettura, che prende vita da una profonda analisi delle culture umane, ha dato forma alla ritualità e ai luoghi di incontro nella forma di presenza evocativa |
| 1992      | architettura       | Denys Lasdun                     | Regno Unito                    | Con l'architettura vista come arte sociale, valorizza le relazioni tra le persone attraverso mezzi architettonici primari che trascendono di gran lunga uno stile |
| 1993      | scultura           | Bruce Nauman                     | Stati Uniti                    | per il suo raffinato lavoro come scultore e il suo straordinario contributo all'arte del XX secolo |
| 1994-1995 | pittura            | Gerhard Richter                  | Germania                       | per la sua vasta attività artistica, che ha influenzato la scena dell'arte contemporanea nei tre decenni passati |
| 1995-1996 | musica             | Zubin Mehta                      | India                          | chi è considerato uno dei più importanti direttori d'orchestra del nostro tempo. I suoi contributi umanitari per unire le persone attraverso il linguaggio universale della musica e il suo costante impegno nell'incoraggiare i giovani artisti sono indimenticabili |
| 1995-1996 | musica             | György Ligeti                    | Romania / Austria              | Uno dei più eccezionali compositori della seconda metà del XX secolo. Basandosi sulla tradizione, ha aperto nuove vie , originali ed innovative, e creato modelli che ispirano le giovani generazioni di compositori |
| 1996-1997 | architettura       | Frei Otto Aldo van Eyck          | Germania Paesi Bassi           | per i loro fondamentali contributi strutturali per lo sviluppo dell'architettura contemporanea come una forma d'arte tecnica e sociale nelle'evoluzione del XX secolo |
| 1998      | scultura           | James Turrell                    | Stati Uniti                    | Il suo linguaggio altamente individualistico è una sintesi spirituale tra forma e colore in uno spazio apparentemente infinito |
| 1999      | non assegnato      |                                  |                                | |
| 2000      | musica             | Pierre Boulez                    | Francia                        | Una delle personalità viventi più creative nel regno della musica |
| 2000      | musica             | Riccardo Muti                    | Italia                         | Uno dei più eccezionali direttori d'orchestra del nostro tempo |
| 2001      | architettura       | Álvaro Siza Vieira               | Portogallo                     | per l'importanza critica della sua architettura tipicamente sensibile alla continua trasformazione del paesaggio e del tessuto urbano |
| 2002      | non assegnato      |                                  |                                | |
| 2002-2003 | pittura e scultura | Louise Bourgeois                 | Francia / Stati Uniti          | per un'opera che per sei decenni, abbracciando una considerevole gamma di media, ha mantenuto innovazione estetica e formale, complessità intellettuale e rilevanza contemporanea |
| 2004      | musica             | Mstislav Rostropovič             | Russia                         | un violoncellista, un direttore d'orchestra, un pianista ed un essere umano eccezionale che si è creato una carriera dalle proporzioni monumentali |
| 2004      | musica             | Daniel Barenboim                 | Argentina / Israele            | una persona dal profondo impegno musicale e umanitario; che si è distinta come uno dei più grandi musicisti del nostro tempo |
| 2005      | architettura       | Jean Nouvel                      | Francia                        | per aver fornito un nuovo modello di contestualismo e aver ridefinito la dialettica tra le caratteristiche salienti dell'architettura contemporanea: la concretezza e l'effimeratezza |
| 2006      | non assegnato      |                                  |                                | |
| 2006-2007 | pittura e scultura | Michelangelo Pistoletto          | Italia                         | per la sua carriera costantemente originale d'artista, educarore ed attivista, la cui intelligenza irrequieta ha creato forme prescienti d'arte che contribuiscono ad un nuovo modo di comprendere il mondo |
| 2008      | musica             | Giya Kancheli                    | Georgia                        | uno dei più grandi compositori contemporanei al mondo, la cui musica unica è infusa d'un'indimenticabile bellezza |
| 2008      | musica             | Claudio Abbado                   | Italia                         | uno dei preminenti direttori d'orchestra al mondo. Una persona straordinaria il cui modo di fare musica è intriso di passione, intelligenza e amore |
| 2009      | non assegnato      |                                  |                                | |
| 2010      | architettura       | Peter Eisenman                   | Stati Uniti                    | Architetto innovatore ed educatore, per il progresso dalle conseguenze profonde alla disciplina dell'architettura, attraverso sia testi teorici che edifici straordinari. |
| 2010      | architettura       | David Chipperfield               | Regno Unito                    | Architetto straordinario, che ha apportato grande raffinamento e qualità all'interpretazione contemporanea dell'architettura classica, intesa come principio basilare piuttosto che solamente come immagine. |
| 2011      | pittura            | Rosemarie Trockel                | Germania                       | |
| 2012      | musica             | Plácido Domingo Simon Rattle     | Spagna Regno Unito             | |
| 2013      | architettura       | Eduardo Souto de Moura           | Portogallo                     | |
| 2014      | pittura            | Olafur Eliasson                  | Danimarca                      | |
| 2015      | musica             | Jessye Norman                    | Stati Uniti                    | |
| 2015      | musica             | Murray Perahia                   | Israele/ Stati Uniti           | |
| 2016      | architettura       | Phyllis Lambert                  | Canada                         | |
| 2017      | pittura e scultura | Laurie Anderson                  | Stati Uniti                    | |
| 2017      | pittura e scultura | Lawrence Weiner                  | Stati Uniti                    | |
| 2018      | musica             | Paul McCartney                   | Regno Unito                    | Uno dei più grandi cantautori di tutti i tempi. Un artista incredibilmente versatile, in grado di spaziare dal rock più fisico alle melodie di un'intimità ossessionante e straziante. I suoi testi hanno una gamma altrettanto ampia, da quella ingenua e affascinante a quella commovente e persino disperata. Ha toccato i cuori di tutto il mondo, sia come Beatles che nelle sue band successive, tra cui i Wings. |
| 2018      | musica             | Ádám Fischer                     | Ungheria                       | Per la sua carriera musicale e per l'eloquente difesa dei diritti umani e la sua protesta contro gli sviluppi politici nella sua nativa Ungheria. |
| 2019      | architettura       | Moshe Safdie                     | Israele                        | |
| 2020      | pittura e scultura | Cindy Sherman                    | Stati Uniti                    | Per aver ridefinito il concetto di arte attraverso la macchina fotografica. |
| 2021      | musica             | Stevie Wonder                    | Stati Uniti                    | Per il suo enorme contributo alla musica e alla società arricchendo la vita di intere generazioni di amanti della musica. |
| 2021      | musica             | Olga Neuwirth                    | Austria                        | |
| 2022      | architettura       | Elizabeth Diller                 | Stati Uniti                    | |
| 2022      | architettura       | Momoyo Kaijima                   | Giappone                       | |
| 2022      | architettura       | Yoshiharu Tsukamoto              | Giappone                       | |
| 2023      | scultura           | Fujiko Nakaya                    | Giappone                       | Per aver ridefinito le possibilità del fare arte e trasformato i parametri dell'arte visiva. |
| 2023      | scultura           | Richard Long                     | Regno Unito                    | Per aver ridefinito le possibilità del fare arte e trasformato i parametri dell'arte visiva. |
| 2024      | musica             | György Kurtág                    | Romania Ungheria               | |
| 2025      | architettura       | Xu Tiantian                      | Cina                           | |